# 2008-as Superleague Formula szezon
A 2008-as Superleague Formula szezon  volt a sorozat első idénye. A bajnokság augusztus 31-én kezdődött meg az Donington Park versenypályán és a Circuito de Jerez-Ángel Nieto aszfaltcsíkján fejeződött be november 23-án. A bajnoki címet Davide Rigon szerezte meg a Beijing Guoan versenyzőjeként, amelyet a Zakspeed üzemeltetett.

## Csapatok és versenyzők
| Induló            | Versenycsapat           | #  | Versenyző             | Forduló  | Tesztversenyző                                           |
| ----------------- | ----------------------- | -- | --------------------- | -------- | -------------------------------------------------------- |
| A.C. Milan        | Scuderia Playteam       | 3  | Robert Doornbos       | összes   | Giambattista Giannoccaro                                 |
| Galatasaray S.K.  | Scuderia Playteam       | 4  | Alessandro Pier Guidi | összes   | Jason Tahinci                                            |
| PSV Eindhoven     | Azerti Motorsport       | 5  | Yelmer Buurman        | összes   |                                                          |
| Al Ain            | Azerti Motorsport       | 6  | Andreas Zuber         | 1–2      |                                                          |
| Al Ain            | Azerti Motorsport       | 6  | Bertrand Baguette     | 3, 6     |                                                          |
| Al Ain            | Azerti Motorsport       | 6  | Paul Meijer           | 4        |                                                          |
| Al Ain            | Azerti Motorsport       | 6  | Dominick Muermans     | 5        |                                                          |
| CR Flamengo       | Team Astromega          | 7  | Tuka Rocha            | összes   | Giacomo Ricci                                            |
| R.S.C. Anderlecht | Team Astromega          | 8  | Craig Dolby           | összes   | Jérôme d’Ambrosio Jan Heylen Nico Verdonck Andreas Wirth |
| Olympiacos CFP    | GU-Racing International | 9  | Kasper Andersen       | 1–4      | Daniel La Rosa Katsimis Stamatis                         |
| Olympiacos CFP    | GU-Racing International | 9  | Stamatis Katsimis     | 5–6      | Daniel La Rosa Katsimis Stamatis                         |
| FC Basel 1893     | GU-Racing International | 10 | Max Wissel            | összes   |                                                          |
| Borussia Dortmund | Zakspeed                | 11 | Nelson Philippe       | 1–2      |                                                          |
| Borussia Dortmund | Zakspeed                | 11 | Paul Meijer           | 3        |                                                          |
| Borussia Dortmund | Zakspeed                | 11 | Enrico Toccacelo      | 4–5      |                                                          |
| Borussia Dortmund | Zakspeed                | 11 | James Walker          | 6        |                                                          |
| Beijing Guoan     | Zakspeed                | 12 | Davide Rigon          | összes   |                                                          |
| SC Corinthians    | EuroInternational       | 14 | Andy Soucek           | 1        |                                                          |
| SC Corinthians    | EuroInternational       | 14 | Antônio Pizzonia      | 2–6      |                                                          |
| Atlético Madrid   | EuroInternational       | 15 | Andy Soucek           | 2–6      |                                                          |
| F.C. Porto        | Alan Docking Racing     | 16 | Tristan Gommendy      | 1–4      |                                                          |
| Rangers F.C.      | Alan Docking Racing     | 17 | Ryan Dalziel          | 1, 3–6   | Robbie Kerr                                              |
| Rangers F.C.      | Alan Docking Racing     | 17 | James Walker          | 2        | Robbie Kerr                                              |
| Sevilla FC        | GTA Motor Competición   | 18 | Borja García          | összes   |                                                          |
| Tottenham Hotspur | GTA Motor Competición   | 19 | Duncan Tappy          | 1–3, 5–6 | Jimmy Auby Baumgartner Zsolt                             |
| Tottenham Hotspur | GTA Motor Competición   | 19 | Dominik Jackson       | 4        | Jimmy Auby Baumgartner Zsolt                             |
| F.C. Porto        | Hitech Junior Team      | 16 | Tristan Gommendy      | 5–6      |                                                          |
| Liverpool F.C.    | Hitech Junior Team      | 21 | Adrián Vallés         | összes   | Dan Clarke                                               |
| A.S. Roma         | FMS International       | 22 | Enrico Toccacelo      | 1–3      | Bruce Jouanny                                            |
| A.S. Roma         | FMS International       | 22 | Franck Perera         | 4–6      | Bruce Jouanny                                            |

## Versenynaptár
| Forduló | Forduló | Dátum          | Versenypálya                  | Pályarajz |
| ------- | ------- | -------------- | ----------------------------- | --------- |
| 1       | 1       | augusztus 31.  | Donington Park                |           |
| 1       | 2       | augusztus 31.  | Donington Park                |           |
| 2       | 3       | szeptember 21. | Nürburgring                   |           |
| 2       | 4       | szeptember 21. | Nürburgring                   |           |
| 3       | 5       | október 5.     | Cicruit Zolder                |           |
| 3       | 6       | október 5.     | Cicruit Zolder                |           |
| 4       | 7       | október 19.    | Autódromo do Estoril          |           |
| 4       | 8       | október 19.    | Autódromo do Estoril          |           |
| 5       | 9       | november 2.    | ACI Vallelunga Circuit        |           |
| 5       | 10      | november 2.    | ACI Vallelunga Circuit        |           |
| 6       | 11      | november 23.   | Circuito de Jerez-Ángel Nieto |           |
| 6       | 12      | november 23.   | Circuito de Jerez-Ángel Nieto |           |

## Összefoglaló
| Forduló | Forduló | Versenypálya                  | Dátum          | Pole-pozíció                  | Leggyorsabb kör                    | Győztes                        | Győztes               | Listavezető                | Előny |
| Forduló | Forduló | Versenypálya                  | Dátum          | Pole-pozíció                  | Leggyorsabb kör                    | résztvevő                      | versenycsapat         | Listavezető                | Előny |
| ------- | ------- | ----------------------------- | -------------- | ----------------------------- | ---------------------------------- | ------------------------------ | --------------------- | -------------------------- | ----- |
| 1       | V1      | Donington Park                | augusztus 31.  | Beijing Guoan Davide Rigon    | Beijing Guoan Davide Rigon         | Beijing Guoan Davide Rigon     | Zakspeed              | Beijing Guoan Davide Rigon | 7     |
| 1       | V2      | Donington Park                | augusztus 31.  |                               | PSV Eindhoven Yelmer Buurman       | Sevilla FC Borja García        | GTA Motor Competición | Beijing Guoan Davide Rigon | 7     |
| 2       | V1      | Nürburgring                   | szeptember 21. | A.C. Milan Robert Doornbos    | PSV Eindhoven Yelmer Buurman       | A.C. Milan Robert Doornbos     | Scuderia Playteam     | Beijing Guoan Davide Rigon | 24    |
| 2       | V2      | Nürburgring                   | szeptember 21. |                               | SC Corinthians Antônio Pizzonia    | PSV Eindhoven Yelmer Buurman   | Azerti Motorsport     | Beijing Guoan Davide Rigon | 24    |
| 3       | V1      | Circuit Zolder                | október 5.     | Borussia Dortmund Paul Meijer | Liverpool F.C. Adrián Vallés       | Liverpool F.C. Adrián Vallés   | Hitech Junior Team    | Beijing Guoan Davide Rigon | 14    |
| 3       | V2      | Circuit Zolder                | október 5.     |                               | Atlético Madrid Andy Soucek        | Beijing Guoan Davide Rigon     | Zakspeed              | Beijing Guoan Davide Rigon | 14    |
| 4       | V1      | Autódromo do Estoril          | október 19.    | A.S. Roma Franck Perera       | Atlético Madrid Andy Soucek        | Liverpool F.C. Adrián Vallés   | Hitech Junior Team    | Beijing Guoan Davide Rigon | 35    |
| 4       | V2      | Autódromo do Estoril          | október 19.    |                               | Borussia Dortmund Enrico Toccacelo | Al Ain Paul Meijer             | Azerti Motorsport     | Beijing Guoan Davide Rigon | 35    |
| 5       | V1      | ACI Vallelunga Circuit        | november 2.    | Liverpool F.C. Adrián Vallés  | Beijing Guoan Davide Rigon         | Beijing Guoan Davide Rigon     | Zakspeed              | Beijing Guoan Davide Rigon | 59    |
| 5       | V2      | ACI Vallelunga Circuit        | november 2.    |                               | Atlético Madrid Andy Soucek        | F.C. Porto Tristan Gommendy    | Hitech Junior Team    | Beijing Guoan Davide Rigon | 59    |
| 6       | V1      | Circuito de Jerez-Ángel Nieto | november 23.   | Liverpool F.C. Adrián Vallés  | R.S.C. Anderlecht Craig Dolby      | A.C. Milan Robert Doornbos     | Scuderia Playteam     | Beijing Guoan Davide Rigon | 76    |
| 6       | V2      | Circuito de Jerez-Ángel Nieto | november 23.   |                               | Beijing Guoan Davide Rigon         | Borussia Dortmund James Walker | Zakspeed              | Beijing Guoan Davide Rigon | 76    |

## Végeredmény
Pontrendszer
| 1. | 2. | 3. | 4. | 5. | 6. | 7. | 8. | 9. | 10. | 11. | 12. | 13. | 14. | 15. | 16. | 17. | 18. | 19. | 20. | 21. | 22. |
| -- | -- | -- | -- | -- | -- | -- | -- | -- | --- | --- | --- | --- | --- | --- | --- | --- | --- | --- | --- | --- | --- |
| 50 | 45 | 40 | 36 | 32 | 29 | 26 | 23 | 20 | 18  | 16  | 14  | 12  | 10  | 8   | 7   | 6   | 5   | 4   | 3   | 2   | 1   |

( Félkövér: pole-pozíció, dőlt: leggyorsabb kör, a színkódokról részletes információ itt található)
| Helyezés | Induló            | Versenyző             | DON | DON | NÜR | NÜR | ZOL | ZOL | EST | EST | VAL | VAL | JER | JER | Pont |
| -------- | ----------------- | --------------------- | --- | --- | --- | --- | --- | --- | --- | --- | --- | --- | --- | --- | ---- |
| 1        | Beijing Guoan     | Davide Rigon          | 1   | 6   | 5   | 3   | 17  | 1   | 5   | 5   | 1   | 5   | 9   | 3   | 413  |
| 2        | PSV Eindhoven     | Yelmer Buurman        | 4   | 8   | 10  | 1   | 7   | 3   | 9   | 8   | 10  | 3   | 8   | 9   | 337  |
| 3        | A.C. Milan        | Robert Doornbos       | 17  | Ni  | 1   | 6   | 18  | 4   | 2   | 2   | 2   | 17  | 1   | 10  | 335  |
| 4        | Liverpool F.C.    | Adrián Vallés         | 5   | 3   | 14  | 14  | 1   | 6   | 1   | 12  | 9   | 4   | 7   | 15  | 325  |
| 5        | A.S. Roma         | Enrico Toccacelo      | 2   | 10  | 17  | 4   | 13  | 7   |     |     |     |     |     |     | 307  |
| 5        | A.S. Roma         | Franck Perera         |     |     |     |     |     |     | 3   | 16  | 15  | 2   | 5   | 5   | 307  |
| 6        | R.S.C. Anderlecht | Craig Dolby           | 14  | 16  | 2   | 2   | 2   | 16  | 14  | 9   | 7   | 6   | 4   | 8   | 303  |
| 7        | F.C. Porto        | Tristan Gommendy      | 7   | 9   | 8   | 5   | 6   | 15  | 16  | Ni  | 8   | 1   | 2   | 12  | 277  |
| 8        | Galatasaray S.K.  | Alessandro Pier Guidi | 13  | 13  | 3   | 7   | 14  | 12  | 7   | 3   | 3   | 11  | 18  | 4   | 277  |
| 9        | SC Corinthians    | Andy Soucek           | 11  | 12  |     |     |     |     |     |     |     |     |     |     | 264  |
| 9        | SC Corinthians    | Antônio Pizzonia      |     |     | 7   | 10  | 10  | 18  | 4   | 4   | 6   | 16  | 12  | 2   | 264  |
| 10       | Sevilla FC        | Borja García          | 10  | 1   | 6   | 8   | 16  | 8   | 8   | 7   | 17  | 13  | 6   | 11  | 262  |
| 11       | Tottenham Hotspur | Duncan Tappy          | 3   | 5   | 13  | 17  | 12  | 2   |     |     | 11  | 10  | 3   | 14  | 257  |
| 11       | Tottenham Hotspur | Dominik Jackson       |     |     |     |     |     |     | 15  | 11  |     |     |     |     | 257  |
| 12       | Al Ain            | Andreas Zuber         | 6   | 15  | 11  | 11  |     |     |     |     |     |     |     |     | 244  |
| 12       | Al Ain            | Bertrand Baguette     |     |     |     |     | 11  | 10  |     |     |     |     | 10  | 7   | 244  |
| 12       | Al Ain            | Paul Meijer           |     |     |     |     |     |     | 12  | 1   |     |     |     |     | 244  |
| 12       | Al Ain            | Dominick Muermans     |     |     |     |     |     |     |     |     | 14  | 8   |     |     | 244  |
| 13       | Rangers F.C.      | Ryan Dalziel          | 8   | 14  |     |     | 8   | 17  | 13  | 15  | 5   | 7   | 15  | 6   | 227  |
| 13       | Rangers F.C.      | James Walker          |     |     | 4   | 12  |     |     |     |     |     |     |     |     | 227  |
| 14       | Borussia Dortmund | Nelson Philippe       | 15  | 4   | 15  | DN  |     |     |     |     |     |     |     |     | 218  |
| 14       | Borussia Dortmund | Paul Meijer           |     |     |     |     | 3   | 11  |     |     |     |     |     |     | 218  |
| 14       | Borussia Dortmund | Enrico Toccacelo      |     |     |     |     |     |     | 17  | 6   | 18  | 14  |     |     | 218  |
| 14       | Borussia Dortmund | James Walker          |     |     |     |     |     |     |     |     |     |     | 14  | 1   | 218  |
| 15       | FC Basel 1893     | Max Wissel            | 9   | 7   | 9   | 13  | 4   | 5   | 18  | 14  | 12  | 15  | 11  | 17  | 205  |
| 16       | CR Flamengo       | Tuka Rocha            | 16  | 2   | 16  | 16  | 9   | 14  | 11  | 10  | 4   | 18  | 17  | 13  | 189  |
| 17       | Olympiacos CFP    | Kasper Andersen       | 12  | 11  | 12  | 15  | 15  | 9   | 10  | 13  |     |     |     |     | 161  |
| 17       | Olympiacos CFP    | Stamatis Katsimis     |     |     |     |     |     |     |     |     | 13  | 9   | 13  | 16  | 161  |
| 18       | Atlético Madrid   | Andy Soucek           |     |     | Ni  | 9   | 5   | 13  | 6   | 17  | 16  | 12  | 16  | 18  | 132  |
| Helyezés | Induló            | Versenyző             | DON | DON | NÜR | NÜR | ZOL | ZOL | EST | EST | VAL | VAL | JER | JER | Pont |